# Mecistogaster asticta
Mecistogaster asticta är en trollsländeart som beskrevs av Selys 1860. Mecistogaster asticta ingår i släktet Mecistogaster och familjen Pseudostigmatidae. IUCN kategoriserar arten globalt som sårbar. Inga underarter finns listade i Catalogue of Life.